# Telewizja internetowa
Telewizja internetowa – odmiana telewizji występująca poza tradycyjnymi kanałami dystrybucji, jakimi są telewizja naziemna, satelitarna, kablowa. Za medium transmisji telewizyjnej, zamiast dedykowanej sieci, wykorzystuje mechanizmy dostępne w Internecie.
Telewizja internetowa jest pojęciem ogólnym, która obejmuje dostawę programów telewizyjnych i innych treści wideo przez internet w technologii strumieniowej. Powszechnie za telewizję internetową uznaje się stację telewizyjną, która udostępnia swoje programy na stronach internetowych lub podmiot, który przygotowuje specjalnie treści dla odbiorów wyłącznie w internecie (tzw. Web TV). W celu odbioru takich programów potrzebne jest odpowiednie oprogramowanie (najczęściej darmowe) oraz łącze szerokopasmowe (np. DSL, Wi-Fi, 3G, WiMAX). Jednak obecnie rozumiana telewizja internetowa utożsamiana jest również z serwisami typu Catch Up TV (wideo na życzenie) dostępnymi w internecie, najczęściej dużych, tradycyjnych nadawców telewizyjnych. Tak rozumiana telewizja internetowa pozwala na dostęp do treści programowych na wszystkich urządzeniach, które pozwalają na korzystanie z internetu.

## Początki - Internet TV
Prekursorem przekazów telewizyjnych w Internecie jest YouTube. Witryna www.youtube.com została aktywowana 14 lutego 2005 roku, a rok później została zakupiona przez Google. Pierwszy film został wyświetlony w kwietniu 2005 roku, obecnie każdego dnia przekazywanych jest na witrynę 85 000 nowych filmów, a w maju 2011 roku przekroczono 3 miliardy wyświetleń filmów dziennie. W maju 2010 roku przeprowadzono na YouTube, po raz pierwszy, światową transmisją wydarzenia sportowego w Internecie, były to zmagania ligowe indyjskiego krykieta – obejrzało je ponad 50 milionów widzów. Równie duże zainteresowanie budziły światowe transmisje beatyfikacji Jana Pawła II i ślubu brytyjskiego następcy tronu. Jednak YouTube to usługa skoncentrowana na odtwarzaniu plików zmagazynowanych na serwerach.
Transmisje online zapoczątkowali hobbyści. Prekursorem takich przekazów był Justin Kan, który nosząc kamerę na głowie przekazywał do Internetu obraz z otoczenia, w którym się poruszał. W ten sposób, w 2007 roku powstała jedna z ważniejszych obecnie firm – justin.tv (obecnie Twitch).

## Telewizja internetowa obecnie
Obecnie wyróżnia się cztery rodzaje telewizji internetowych:
- stacje telewizyjne działające wyłącznie w Internecie
- tradycyjne stacje telewizyjne udostępniające swój program nadawany metodami tradycyjnymi, również poprzez Internet
- tradycyjne stacje telewizyjne udostępniające swoje programy telewizyjne na żądanie użytkownika poprzez Internet
- tradycyjne stacje telewizyjne przygotowujące specjalne materiały dostępne tylko poprzez Internet

## Web television
Web TV – rodzaj telewizji internetowej, pod którą rozumie się sensu stricto specjalnie przygotowaną, oryginalną treść telewizyjną wyprodukowaną wyłącznie dla transmisji za pośrednictwem Internetu.
Istnieje wiele systemów używanych do transmisji sygnału telewizyjnego w Internecie – zaliczają się do nich m.in.: Windows Media, RealVideo, Quicktime/MPEG-4, Macromedia Flash Video, NSV oraz Theora.

### Przykłady w Polsce
Pierwsze publiczne testy realizacji przedsięwzięć będących telewizją w internecie w Polsce prowadzone były w roku 1998 przez Miejską Sieć Komputerową „Lodman” w Łodzi przy Centrum Komputerowym Politechniki Łódzkiej. Projekt ten działał jednak z przerwami, a obecnie występuje pod nazwą TVi Lodman. Jest także jedną z pierwszych stacji, która prowadziła eksperymentalne transmisje w pełnej rozdzielczości telewizyjnej CCIR PAL oraz testy transmisji w wysokich rozdzielczościach (HD).
Jedną z pierwszych telewizji internetowych w Polsce jest COMTV. Telewizja COMTV.pl powstała z początkiem 2005 roku. Stworzona przez J. Świerczewskiego, G. Gdowskiego i M. Rutkowskiego od samego początku ofertę swą oparła na własnych produkcjach telewizyjnych. Z początku były to głównie wywiady ze sportowcami, relacje z koncertów. Kolejnym krokiem była realizacja meczów piłkarskich, hokejowych oraz wydarzeń z miast Śląskich. Obecnie dodatkowo realizuje jako jedyna telewizja w Polsce ekstraklasę futsalu oraz Reprezentacje Polski w Futsalu.
Na stronie telewizji dostępne są następujące kanały tematyczne: Wydarzenia, sport, muzyka, motoryzacja oraz kino.
Kolejnym przykładem telewizji internetowej był projekt Lemon TV stworzony przez portal o2.pl uruchomiony w 2005 roku. Stacja ta udostępniała programy własne, nie realizowała transmisji na żywo. W 2006 roku pojawił w mediach elektronicznych trend zakładania kanałów telewizji internetowej, i tak swoje internetowe kanały telewizyjne posiadają także największe portale, m.in. gazeta.pl, interia.pl, onet.pl, wp.pl oraz mniejsze portale lokalne.
Z kolei InwestorTV to internetowa telewizja korporacyjna, która publikuje materiały video uczestników rynku kapitałowego. Przeprowadzane transmisje wydarzeń korporacyjnych spółek giełdowych wpisują się w obowiązki informacyjne podmiotów notowanych na Giełdzie Papierów Wartościowych.
Najstarszą telewizją skierowaną do kibiców piłkarskich jest LechTV Online. Działa od maja 2007, przy klubie piłkarskim Lech Poznań. Wśród zespołów Orange Ekstraklasy swoje oficjalne kanały internetowe mają m.in. Widzew Łódź (Widzew.TV) (maj 2007), Górnik Zabrze (Górnik TV) (lipiec 2007), Polonia Bytom (wrzesień 2007). Większość kanałów realizowanych jest przez firmy zewnętrzne na zlecenie klubów piłkarskich.
Od 2000 roku wiele szkół wyższych zauważyło korzyści płynące z istnienia studenckich telewizji internetowych: zazwyczaj tworzone są przez samych studentów, zainteresowanych tematyką telewizyjną, finansowane lub współfinansowane przez uczelnię i zajmują się zwykle tematyką okołostudencką. Pierwszą tego typu organizacją była Telewizja Internetowa Uniwersytetu Szczecińskiego (NIUS), założona przez studentów US w 2004 roku.
Telewizje internetowe zyskują również coraz większą popularność wśród miast. Przykładem jest telewizja miejska miasta Sosnowiec, która jest kanałem komunikacji z mieszkańcami oraz źródłem informacji dla potencjalnych inwestorów.
Ponadto od 2010 roku działa też Tuba.tv, a 16 czerwca 2011 emisję rozpoczęła publiczna TVP Parlament. Natomiast 2 grudnia 2012 Boska TV.
Istnieją też amatorskie telewizje internetowe, które swoje programy przesyłają na swoje strony bądź na YouTube.

## Telewizje w streamingu online
Telewizje w streamingu online – stacje telewizyjne, które emitują swój program metodą tradycyjną i jednocześnie prowadzą transmisje na żywo na stronie internetowej. Emisja prowadzona jest za darmo lub za dodatkową opłatą. W ostatnich latach coraz częściej pojawiają się aplikacje, które umożliwiają dostęp do kanałów telewizyjnych na żywo (często rozszerzone o VOD, interaktywne usługi czy przekaz z kamerek internetowych usytuowanych po całej Polsce) z wykorzystaniem protokołu IP.